# Bernhard Wedemhof

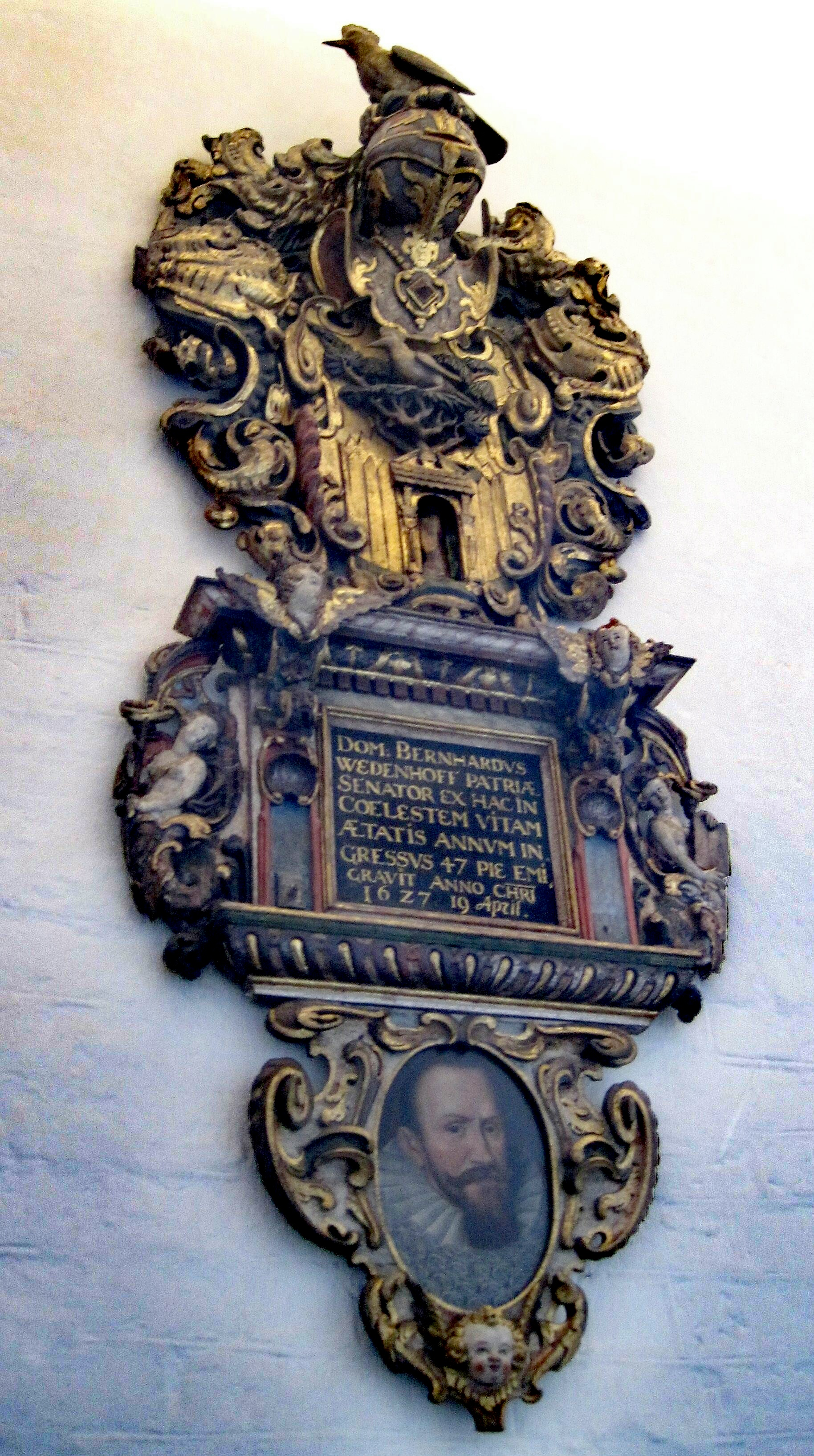

Bernhard Wedemhof (* 9. März 1581 in Lübeck; † 19. April 1627 ebenda) war ein deutscher Politiker, Diplomat und Ratsherr der Hansestadt Lübeck.

## Leben
Bernhard Wedemhof war der älteste Sohn des Lübecker Ratsherrn Heinrich Wedemhof. Er studierte ab 1596 Rechtswissenschaften an der Universität Straßburg – gemeinsam mit seinem Bruder Heinrich und dem als Präzeptor mitreisenden Thomas Lindemann – und ab 1611 an der Universität Rostock. 1617 wurde er in Lübeck zum Ratsherrn erwählt. 1620 war er gemeinsam mit dem Ratsherrn Johann Vinhagen als Lübecker Gesandter am schwedischen Hof in Stockholm. Sein Epitaph, eine Holzschnitzerei mit Porträt, befand sich einst in der Lübecker Marienkirche und wurde 1892 an die Lübecker Museen abgegeben. Es hängt heute im St.-Annen-Museum und ist so dem Luftangriff auf Lübeck 1942 entgangen und erhalten geblieben.
Sein Bruder Heinrich Wedemhof folgte ihm im Lübecker Rat nach. Bernhard Wedemhof war Schwiegersohn des Lübecker Bürgers Paul Wibbeking, einem Bruder des Ratsherrn Joachim Wibbeking. Der Ratsherr Heinrich Wedemhof war sein Sohn.